# Горшенин, Борис Иванович
Бори́с Ива́нович Горше́нин (13 апреля 1909, Кузнецк, Саратовская губерния — 22 ноября 1974, Архангельск) — советский театральный актёр, народный артист РСФСР (1961).

## Биография

Мемориальная доска в Архангельске. Набережная Северной Двины, 95 (фасад по улице Петра Норицына

Борис Горшенин родился 13 апреля 1909 года. 
В 1928 году окончил Саратовский театральный техникум и был принят в труппу Саратовского драматического театра. В 1930—1934 годах — в театрах Ашхабада и Ярославля, с 1935 года в труппе Архангельского театра драмы.
Его жена В. П. Соловьёва и дочь Наталья Горшенина так же были актрисами Архангельского театра драмы имени М. В. Ломоносова. Внучка Бориса Ивановича Татьяна Горшенина — актриса Архангельского театра кукол.
Скончался 22 ноября 1974 г. Похоронен в Архангельске на Кузнечевском кладбище.

## Творчество

### Роли в театре
- «Большой Кирилл» Сельвинского — Ленин
- «Именем революции» Шатрова — Ленин
- «Третья патетическая» Н.Погодина — Ленин
- «Цветы живые» Н.Погодина — Ленин
- «Братья Ершовы» Кочетова — Горбачёв
- «Персональное дело» Штейна — Хлебников
- «Бесприданница» А. Н. Островского — Робинзон
- «Вишнёвый сад» — Епиходов

### Фильмография
- 1962 — Серый волк — Трофим Бахрушин — главная роль
- 1963 — Улица Ньютона, дом 1 — Виктор Антонович Лунёв, инспектор